# Layali El Bidh
Ne doit pas être confondu avec la série télévisée Layali el bidh.
Layali El Bidh (arabe : الليالي البيض), « nuits blanches » en français, est la période de l'année s'étendant, selon le calendrier berbère utilisé traditionnellement pour les récoltes, du 25 décembre au 13 janvier. Elle est connue par une chute de la température pendant la nuit alors que la journée est chaude.

## Étymologie
Elle tire son nom de l'absence de nuages pendant cette période. 